# Compagna

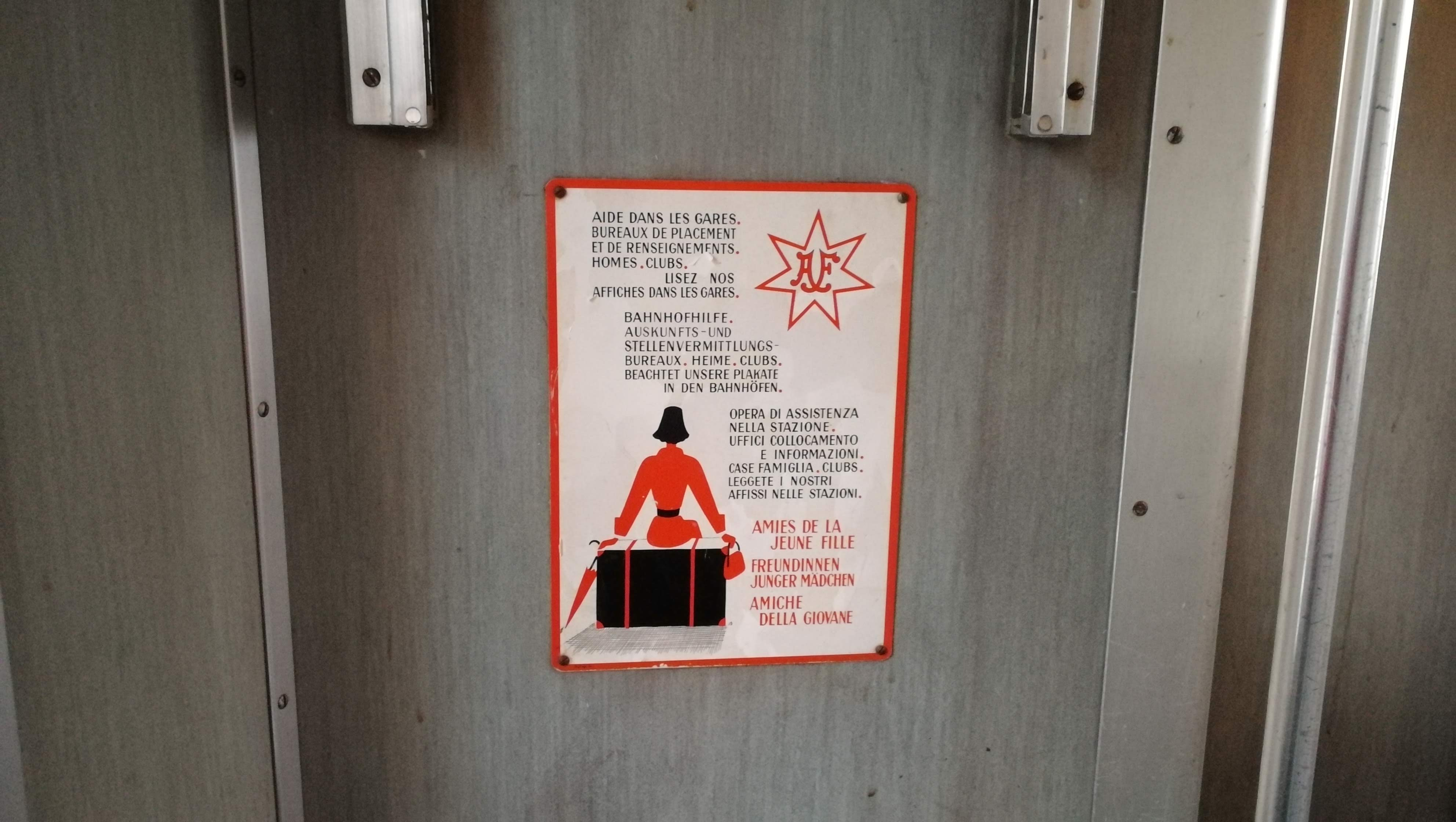
Werbung für die Aktion Freundinnen junger Mädchen in einem Eisenbahnwagen

Der Verein Compagna ist die Nachfolgeorganisation, des 1877 in Neuenburg NE gegründeten Internationalen Vereins Freundinnen junger Mädchen. Getragen wurde er von bürgerlich-protestantischen Frauen. Der Verein kämpfte gegen die vom Staat tolerierte und reglementierte Prostitution und setzte sich ein gegen «Unsittlichkeit» und die «Doppelmoral» der bürgerlichen Gesellschaft des späten 19. Jahrhunderts.
Wie andere Sittlichkeitsvereine spielten die Freundinnen junger Mädchen eine wichtige Rolle in der ersten Welle der Frauenbewegung, da sich ihre moralischen Anliegen mit konkreten Verbesserungen der Lebensbedingungen von Mädchen und Frauen paarten. Politische Arbeit wurde mit praktischem Engagement für so genannte „gefallene Mädchen“ kombiniert.
Der Verein ging teilweise aus der Internationalen Föderation zur Abschaffung der Prostitution hervor. Bei der Gründung hatte Marie Humbert-Droz die Leitung des Vereins inne. 1886 wurde die Schweizer Sektion der «Freundinnen junger Mädchen» gegründet. Die praktische Arbeit der FJM bestand im Empfang der Mädchen, die auf der Suche nach einer Dienststelle in die Stadt kamen, im Anbieten preisgünstiger Unterkünfte und in der Stellenvermittlung.
Nach und nach entstanden in der Schweiz lokale Sektionen, so 1887 in der Stadt Zürich, 1896 im Kanton Zürich oder 1916 der Verein der Freundinnen junger Mädchen Solothurn-Olten. Die Basler Sektion (BFJM) wurde 1921 gegründet und bis 1954 von Mathilde Paravicini geleitet.
Ab 1945 veränderte der FJM seine Tätigkeit und bot unter anderem die Vermittlung von Au-pair-Stellen an. Die Mobilität nahm zu und mit der SOS Bahnhofhilfe boten die "Freundinnen" Unterstützung beim Ein- und Aussteigen aus dem Zug, Begleitung und Hilfe vor Ort an. Seit 1999 heisst der Verein Compagna. Der Sitz befindet sich in Zürich.
Die Historikerinnen Esther Hürlimann, Ursina Largiadèr und Luzia Schoeck haben in einem reich bebilderten und anschaulich geschriebenen Buch die Geschichte des Vereins aufgearbeitet und 2021 veröffentlicht. Während der Verein in der Geschichtsschreibung früher als Teil der bürgerlichen Sittlichkeitsbewegung wahrgenommen worden war, sehen ihn die Autorinnen als Pionier einer noch in den Anfängen begriffenen Sozialen Arbeit.